# Pekingské severní nádraží

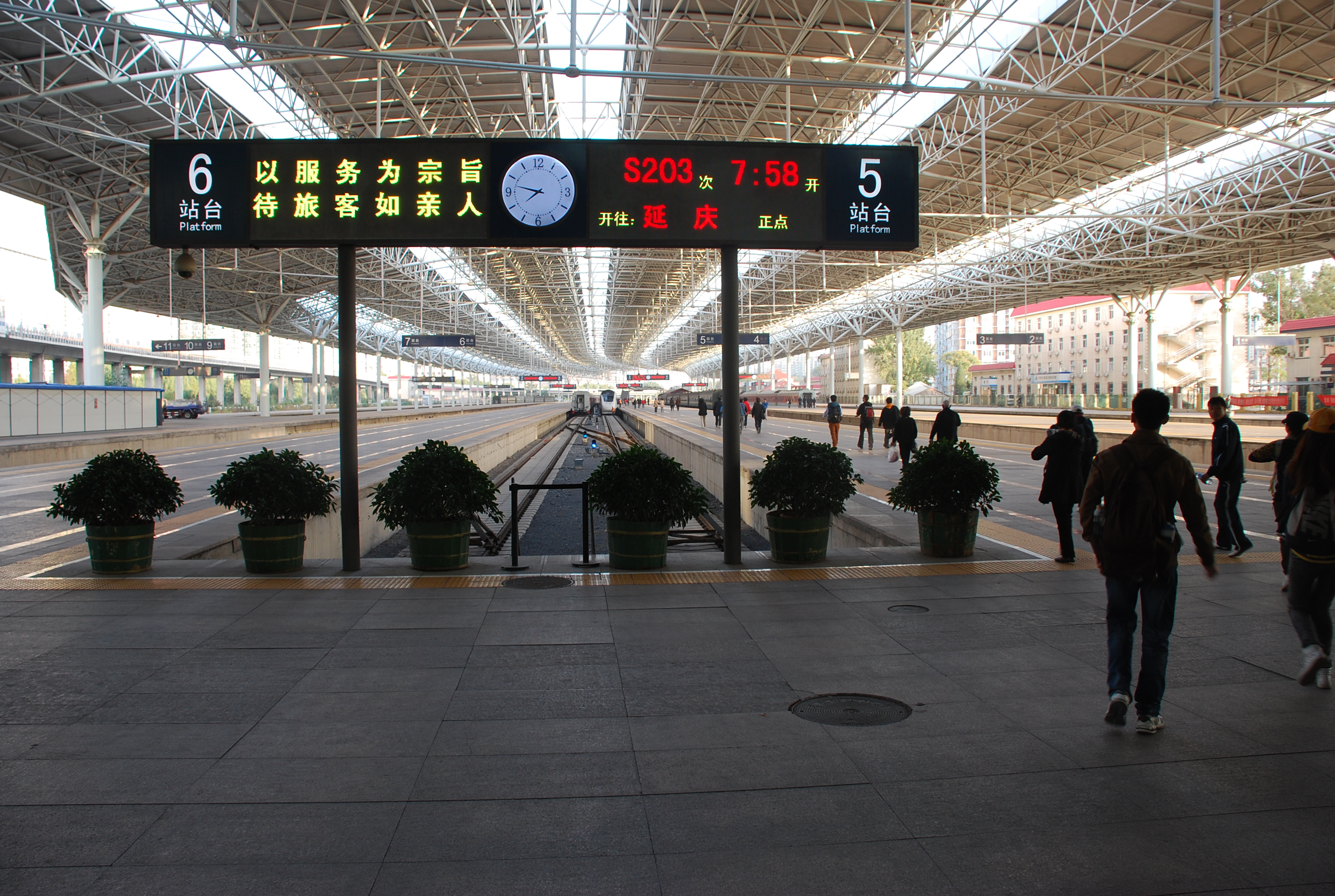
Pohled na vnitřek nádraží

Pekingské severní nádraží (čínsky v českém přepisu Pej-ťing-pej Čan, pchin-jinem Běijīngběi Zhàn, znaky 北京北站) dříve známé jako nádraží Si-č’-men (čínsky v českém přepisu Si-č’-men Čan, pchin-jinem Xīzhímén Zhàn, znaky zjednodušené 西直门站, tradiční 西直門車站) je železniční stanice v Pekingu, hlavním městě Čínské lidové republiky. Nachází se na vnější straně severozápadního rohu druhého městského okruhu na kraji obvodu Si-čcheng a jedná se o hlavovou stanici. Patří mezi starší pekingská nádraží, neboť bylo postaveno už v roce 1905 jako výchozí stanice na trati do Čang-ťia-kchou, která byla později prodloužena a dnes vede až do Pao-tchou ve Vnitřním Mongolsku. Kromě dálkových vlaků směrem na sever a severozápad slouží také jako konečná stanice linky S2 pekingské příměstské železnice.
Pekingské severní nádraží je dobře přístupné pomocí pekingského metra. V sousedství nádraží je přestupní stanice metra Si-č’-men, přes kterou jezdí linky 2 a 4 a kde je konečná linky 13.